# ムーディ勝山
ムーディ勝山（ムーディ かつやま、本名：勝山 慎司（かつやま しんじ）、1980年6月11日 - ）は、日本のお笑いタレント。滋賀県草津市出身。吉本興業所属。吉本総合芸能学院 (NSC) 大阪校23期生。
かつてはお笑いコンビ・アイスクリーム（旧・勝山梶）の一員（ボケ担当）だったが、2010年6月19日をもって解散。「ムーディ勝山」（ムーディかつやま）の芸名はコンビ時代にピン芸人としてムード歌謡ネタを披露する際にのみ使用していたが、解散してピン芸人になる際にそのまま正式な芸名になった。

## 来歴

### NSC入学まで
- 福岡県柳川市に生まれ、幼い頃に大阪府吹田市へ転居。さらにその後、滋賀県草津市へ引っ越すことになる。草津市立笠縫東小学校、草津市立新堂中学校卒業後、滋賀県立瀬田工業高等学校機械科を数カ月で中退。その後2年ほど引きこもる。
- ひきこもりに困った母親が、何としても外に出したい気持ちでいる頃、ラジオで吉本総合芸能学院 (NSC) 募集の話を聞き、母親が資料を取り寄せ、ついに芸人の世界に足を踏み入れる。並行して滋賀県守山市内のなか卯でアルバイトをするようになり、その店で現在の妻と出会う。（2回の告白で振られるも、三度目の正直でようやく付き合う事となる。）

### NSC入学からピンでのブレイクまで
- NSC大阪校の23期生としてお笑いの道に進む。コンビ「セコンドアウト」を結成。素人名人会で名人賞を受賞するも、間もなく解散。その後トリオ「平安京999」と結成するも再度解散。2005年にNSCでは1期上だった梶剛と「勝山梶」としてコンビを組む。
- 2006年はじめに、笑い飯と千鳥のライブにゲスト出演し、ムード歌謡ネタを初披露した[3]。実験的な目的で行ったが観客に大うけし、ネタに確信を持った[3]。同年6月、NSCやはり1期上のダイアン・津田篤宏の結婚披露宴パーティー会場にて、特技の歌を使った宴会芸として「右から来たものを左へ受け流すの歌」を披露した様子が、ヨシモトファンダンゴTVにて「ダイアン津田の結婚披露宴パーティー」という特番として放映された。これをきっかけに番組関係者からオファーが来るようになり、テレビ番組での露出が増える。ちなみに、この披露宴の司会をしていたのが勝山の後にブレイクを果たす天津木村である。
- さらにヨシモトファンダンゴTV内の『ヨシモト∞』大阪2部若手芸人ネタコーナーにて、司会のブラックマヨネーズらの前で「右から左へ受け流すの歌」を歌いきり、それまで名乗っていた「DJ KATUYAMA」より、「ムーディ勝山」の名前が浸透するようになった。
- 2006年から2007年にかけての年末年始特番は『オールザッツ漫才』（MBSテレビ）と『さんまのまんま2007年新春スペシャル』（関西テレビ）に出演した。勝山本人はこれがブレイクのきっかけだと語っている[4]。そして『オールザッツ漫才2006』で「右から来たものを左へ受け流すの歌」を披露した際審査員であった陣内智則らの目に止まり、陣内の結婚式2次会に呼ばれる。
- 『ドッカ〜ン!』 (TBS) で初のレギュラー出演番組を獲得。「歌う工場見学先生」として製品のできる過程をムード歌謡に乗せて紹介しており、「コアラのマーチ」（ロッテ）や、「ひよ子」、「タイヤ」ができる過程を歌っていた。
- 着うたダウンロード数は210万件以上（2007年8月9日時点）、携帯電話向けコンテンツだけで2億円以上の売上げを記録した[3]。レコード会社着営サウンドの2007年上半期着うたランキングで、ケツメイシやレミオロメンなどのミュージシャンに混じって21位に入る[3]。
- 2007年には、前川清が歌う「そして神戸」のコーラスとしてNHK紅白歌合戦への出場を果たした。
- 全盛期の月収は640万円で、目黒の家賃27万円のマンションに住んでいた[4]。

### 一発屋へ
- ブレイク時は予定表が埋まる程の活況だったが、2008年頃から出演番組が減り、収入も激減[5]、一発屋芸人とも呼ばれるようになる[6]。
  - イメージチェンジを図るためチャームポイントである髭を剃った。テレビ局から用意された付け髭をしていたこともある[7]。ダンディ坂野と間違われたこともある[7]。
  - 仕事が無い時は公園で1日を過ごすことが多く、毎日仕事に行くフリをしてハトにエサをやって時間を潰し[7][8]、1か月全く仕事が無かったこともあり、2009年当時、週4 - 5日はオフで、着うたダウンロードの収入で得た貯金を切り崩して生活していた[7]。
  - 『エンタの神様』の番組公式サイトに掲載されたネタ後トークでは2008年に発売したDVDが数百枚しか売れなかったことを告白した[9]。
  - ある月、マネージャーからスケジュール表が送られて来なかった。怒ったムーディはマネージャーに「今月の予定立てられへんから、今すぐFAXで送れ!」と電話、FAX用紙をセットして数秒後にFAXが起動してデータを受信すると、白いFAX用紙が真っ白なまま出てきた。
- ケンドーコバヤシの「右肩下がり軍団」の筆頭若頭であり、メンバーには若井おさむ、ネゴシックスがいる（RGも候補だったがメンバーから外れていた）。
- 現在のライバルは同じ一発屋のポジションの奪い合いでレイザーラモンHGや藤崎マーケットである。
- 2013年現在は、地方の番組でレギュラーを得ている。レイザーラモンHG、三瓶、楽しんご、天津木村と5人で結成した「再生可能ボーイズ」としての活動もある[7]。
- 2009年6月、アメリカ映画『レスラー』のイベントにおいて仕事が月に4日のときがあると語った。
- 2010年に『100日劇場』の企画で猿回しに挑戦し、同年3月14日放送の『笑点』に「ムーディ勝山&生太郎」として出演した。
- 最近[いつ?]ではマネージャーが自身も含めて100組の芸人をまとめて担当するようになった。ある日、家で寝ていたら突然マネージャーから電話があり、「ムーディさん、すいません。今、ムーディさんが出演する予定のラジオの生放送が流れてます!」と言われたことがある。
- 100組満員の単独ライブのチケットが1週間で3枚しか売れなかったことがある。手売りしようと自身でチケットをコンビニエンスストアで2枚購入すると、通し番号が「4、5」だった。その3日後に再び2枚購入すると今度は「6、7」だった。さらに2日後に購入すると、2番目に買った人がキャンセルしたため「2」が出てきた。
- 「アメトーーク」の「小忙しい芸人」では日本各地あちこちの舞台に行かされる事を愚痴る出演者に対して一言物申す「無忙しい芸人」として出演、そこで唯一のレギュラー番組だった「ムーディ勝山の好きです！かつしか」（葛飾FMで放送されていた5分番組）が2012年4月を以て終了したことを明かした[10]。
- 家が近所で先輩でもある麒麟の川島明からは、週に3、4回のペースで食事に誘われるが、（ヒマなことが多いため）1度も断ったことがないと言う。銭湯にもよく一緒に通い、「恋人のようにいつも一緒にいる」とも言われている[11]。
- 2017年6月14日にはツイッターで、ショッピングモールらしき場所でどさ回りを行っている写真を公開。観客の姿は見えないが、真横では警備員が両手を広げてネタを披露している勝山をガードしている、という悲哀の漂う光景を撮した1枚となっている[12]。
- 山田ルイ53世によれば上記の一発屋ならではのエピソードトークは「ムーディが元祖」であるという[13]。
- 宮城に拠点を移してからはローカル番組にレギュラーを多数持つ売れっ子になっている[14]。
- 2017年4月6日、埼玉県警察大宮警察署の一日署長に就任[15]。
- 2019年6月24日、反社会的勢力との会合に他の芸人と同席していたことが発覚。本人は闇営業との認識はなかったものの、当面の間活動停止処分となった[16]。
- 2019年8月9日、謹慎処分が8月19日をもって解除されることが報告された[17]。

### M-1グランプリへの再挑戦
- 2023年、小籔千豊と漫才コンビ『サブマごり押し』を結成し、M-1グランプリに挑戦。結果は準々決勝で敗退[18]。

## 芸風

### ピンでの芸風
- 現れると自己紹介と「自作のムード歌謡をお聞かせします」との挨拶を述べ、「ミュージック、スタート!」の声と共にムード歌謡風のネタをア・カペラで歌う。
- 外見的な特徴は、横に伸ばしたちょび髭。服装は常に白いタキシードと黒の蝶ネクタイ、髪型はポマードを付けたような横分けで、右手に金色や銀色等の派手な色のマイクを持っている。左手を腰のあたりで肘を曲げ拳を握ったポーズをとり、真顔で一点を注視したまま持ち歌（ネタ）を披露する。しかし現在は髭を剃っている（後述）。
- 大した意味はないが、聞いている側がツッコミを入れずにはいられないような表現の歌詞で、歌の最後には必ず「♪あ〜あ〜（この）○○○〜」というフレーズが入る（○○○には演歌・歌謡曲のタイトルや歌にありがちな（しかし直前までの歌詞には全く関連しない）地名が入る（※ 具体例：東京砂漠、鳥取砂丘、神戸ポートピアランド、横浜ベイブルース、知床半島、諏訪湖祭り、他）。

### 猿まわし
- 日本テレビ『100日劇場』で、100日間で人を再生させようという企画から、有吉弘行プロデュースにより、村﨑太郎のもとに弟子入りし、猿の生太郎とともに2010年3月14日に『笑点』に出演。右から来たものを左へ受け流すの歌にのせて、「猿がウロウロしてる、それを左へ受け流す」という歌を生太郎を右から左へ移動させることで披露した。

### ムディ川淳二
- 稲川淳二のパロディ。

## 人物・エピソード
- 2011年8月21日、上記にもあるなか卯のバイト時代から9年間交際している29歳の一般人女性との結婚を発表。25日に婚姻届を提出。2013年10月27日に、第一子である男児が誕生[19]。
- ムード歌謡ネタが出来たきっかけは、掃除をしたり、部屋の模様替えで家具を“右から左に”とやっているうちに適当に口ずさんで、メロディーも歌詞もそのまま出来たのが始まりである[20]。その後、これがきっかけで出来た『右から来たものを左へ受け流すの歌』を、NSCの1期先輩のダイアン・津田篤宏の結婚披露宴で初めて披露した[21]。
- 学生時代は野球部に所属。
- 一番好きなマンガ雑誌はビッグコミックスピリッツ。[22]
- ファンクラブにも入っていたほどのMAXの大ファンである。特にお気に入りはNana。2007年8月15日、『ジャイケルマクソン』 (MBS) にて共演を果たし、披露したムーディソングで、史上初、右から来たMAXを受け止めた。
- aikoの大ファンでもあり、素人時代に彼女が司会をつとめるラジオ番組にリクエストをしたことがある。ただし単なる曲のリクエストではなく、aikoと口じゃんけんをし、あいこ（名前にちなんだ洒落）になると15秒間会話が出来る権利を獲得するというコーナーだった。
- 2009年8月『なべあちっ!』にて、怖い話DVDとともにムーディの寒い話を披露している。
- 本人曰く「器が小さい」。ピンでブレイクしたことで天狗になり、梶に対して横暴な態度や暴言を繰り返していた。[23]
- 2009年暮にインフルエンザに罹り、年末の仕事に支障を来し相方とともに『オールザッツ漫才』に出場予定だったのを休むのを余儀なくされ梶のみが「アイスクリーム梶」として出演していた。
- 2009年8月25日に開催されたニュージーランド航空の「ニュージーでつくろう、ニュー・ジブン。」キャンペーンのイベントにおいて、「ニュージー勝山」（ニュージーかつやま）へ改名を宣言した[24] が、これはあくまで「ニュージーランドでのワーキング・ホリデーに参加して新たな芸風を手に入れた」というキャンペーン内における設定であり[25]、実際には改名していない。
- 川島明（麒麟）率いる純正川島軍団（他に天津飯大郎、ネゴシックス、若井おさむ）のメンバー[26]。

## 持ち歌
歌詞のレパートリーは10近くあるが、基本的にメロディはほとんど同じで、城みちるの「イルカに乗った少年」に似たものである。なお、ネタは携帯に吹き込んで作っているという。
右から来たものを左へ受け流すの歌
フルコーラスバージョンでは6分程の長さがある。勝山はタイトルを「右から左へ」と略されることにとても不満を感じているというが、自分自身も直前にイントロを忘れてしまい、近くにいた芸人に確認するなど、案外いい加減な扱いをしている。
本人曰く、「歌のタイトルには、みなさんも悲しみや不安を受け流して欲しいという意味合いがある」。
2007年5月16日以降iTunes Storeでも販売されている。またカラオケにも収録されており、「ミュージック、スタート!」「CHARA CHA CHA CHARA CHA…」なども全て歌詞とされている。
上から落ちてくるものをただ単に（ただただ）見ている男の歌
2006年11月3、4日にヨシモトファンダンゴTVにて放送された『ヨシモトファンダンゴTV6周年特番 29時間生TV』の中の「baseよしもと男芸人祭り」にて披露。2006年の『オールザッツ漫才』にて司会の陣内智則から無茶振りをされた際に歌詞ができた。
数字の6に数字の5を足したの歌
カレーライスがすごくおいしいことを知ってほしい歌
2日前から後頭部に違和感がある男の歌
2007年3月18日放送分『爆笑レッドカーペット』にて初披露。他に「後頭部に違和感がある男の歌」などもある。これは勝山自身のことを歌った歌である。
37歳の歌
2007年2月『メッセ弾』にて、メッセンジャー黒田の37歳の誕生日を祝って、あいはら、ビッキーズ須知を前に歌ったもの。
嫁はんがチョイスしたシャツを着てるの歌
犬井ヒロシとのコラボ。バッファロー吾郎木村について歌ったもの。
窓から虫が入ってくるのを気にしない女の歌
19時に始まり21時半に終わる披露宴の歌
2007年5月30日、陣内智則・藤原紀香の披露宴で披露した歌。
窓から虫が入ってくるのを気にしない歌
死相の歌
『ロンドンハーツ』2007年7月3日放送分、名物企画「格付し合う○○たち」でこの芸人の子供は産みたくないランキングの一般女性ランクワースト2に自分が入った際、理由に「死相が見えそう」というのがあり、逆にこれをネタにしたもの。その結果、次長課長の河本準一、宮川大輔などから不興を買った。
ただ単にキノコの事を歌った歌
ネタ帳に記載されていた歌。『リンカーン』の企画「芸人ネタ帳検問」（2007年7月17日放送分）において披露され、雨上がり決死隊より「OK」の判断を与えられる。
100万円の歌
『エンタの神様』にて披露した曲（2007年7月21日放送分より）。他の曲とはメロディなどが異なり、最後は他の曲のような最後の締めの歌詞が「フフッフ〜」になっている。なお、この曲と同じメロディの曲は間奏としてイントロと同じメロディの口笛が入るが、音が外れている。
ポッポの歌
『エンタの神様』で披露した曲（2007年8月11日放送分より）。メロディは「100万円の歌」と同じ。画面右上に表示される曲名は初め「汽車の歌」と表示されていたが曲の途中で「ポッポの歌」に変更されている。最後の締めの歌詞はない。
もう少ししたら寝返り打ちますの歌
『エンタの神様』で披露した曲（2007年9月15日放送分より）。メロディは「右から来たものを左へ受け流すの歌」と同じ。
フトンの歌
『エンタの神様』で披露した曲（2007年11月3日放送分より）。メロディは「100万円の歌」と同じ。
「頑張る」の歌
『エンタの神様』で披露した曲（2007年12月1日放送分より）。メロディは「100万円の歌」と同じ。
パを抜いて言ってみての歌
『エンタの神様』で披露した曲（2008年1月26日放送分より）。メロディは「100万円の歌」と同じ。
2より3が面白いの歌
『エンタの神様』で披露した曲（2008年5月24日放送分より）。メロディは「右から来たものを左へ受け流すの歌」と同じ。

## 出演番組

### テレビ

#### バラエティ
- 爆笑レッドカーペット（フジテレビ、不定期）キャッチコピーは「浮世離れなムード歌謡」。コラボカーペットで、とろサーモン久保田和靖と共演。
- エンタの神様（日本テレビ、不定期） キャッチコピーは「平成ロマンの歌謡ショー」。
- ドッカ〜ン!（TBS、2007年）
- 麒麟の部屋（毎日放送、2007年）
- 100日劇場（日本テレビ、2010年1月 - 3月）
- 所さんの学校では教えてくれないそこんトコロ! （テレビ東京、2010年 - 2011年頃に不定期）リポーター
- バカソウル（テレビ東京、不定期）ユニット「吉本三大蜃気楼」の一員として出演。
- サンドのぼんやり〜ぬTV（TBCテレビ、不定期）
- 歴史漫才 ヒストリーズ・ジャパン（東名阪ネット6、2017年7月 - 9月）

#### テレビドラマ
- 24時間あたためますか?〜疾風怒涛コンビニ伝〜（日本テレビ、2008年3月15日）
- アイリス（TBS、2010年4月21日 - 9月1日） - チョン（鄭）大尉 役
- 世にも奇妙な物語 '12春の特別編『ワタ毛男』（フジテレビ、2012年4月21日） - 木下裕之 役
- 東京全力少女 最終話（日本テレビ、2012年12月19日） - 不動産屋 役
- 慰謝料弁護士〜あなたの涙、お金に変えましょう〜 第7話（読売テレビ制作・日本テレビ、2014年2月21日） - 川尻大輔 役
- ボクの妻と結婚してください。 第2話（NHK BSプレミアム、2015年5月17日） - 本人役
- テレビせとうち開局30周年記念ドラマ「がんばれ!ホワイトピーチーズ」（テレビせとうち、2015年12月20日）[28]
- 夕暮れに、手をつなぐ 最終話（TBS、2023年3月21日） - 小林 役[29]
- unknown 第3話（テレビ朝日、2023年5月3日） - 結婚式の司会者 役
- 勝利の法廷式 第7話（読売テレビ・日本テレビ、2023年5月25日） - 飲食店の店主 役

#### CM
- セイコーエプソン「新カラリオ・プリンタ」（2007年9月 - 長澤まさみと共演）
- ミツカン「鍋のだし」（2007年10月 - 、声のみ）
- 日本マクドナルド「グラタンコロッケバーガー」（2007年11月 - 、声のみ）
- 日産自動車 「キューブ」（2007年10月27日 - 、声のみ）
- 森永製菓 「甘酒」（2011年1月 - 、綾小路きみまろ、西田麻衣と共演）
- ウィルコム 「だれとでも定額」（2012年7月 - 、佐々木希、千原兄弟、速水もこみちと共演）- 仮面とマントを着用した“謎の男”として登場。ウィルコムHP上で正体を明かしている。
- とくなが整骨院
- 『俺は全てを【パリイ】する』コミック新刊発売記念CM（2024年7月） - 敵の攻撃を武器で受け流す「パリイ」を得意技とする主人公に因んでの起用[30]。
- mozoワンダーシティ（2025年3月15日 - ）

#### その他
- もやしもん（フジテレビ ノイタミナ、2007年10月-12月） - クラドスポリウム・トリコイデス（黒かび菌）役
- 第58回NHK紅白歌合戦（NHK総合他、2007年12月31日）
- 『グラビア界に進出。』（桜井奈津とコラボ、2021年7月21日）[31]

### ラジオ
- ムーディ勝山のおもてなしGo Round!（e-radio、2015年6月 - 終了） 番組「style!」内コーナー
- ムーディ勝山の好きです！かつしか（かつしかFM）
- それいけミミゾー（TBCラジオ、2012年4月 - 2019年6月22日[32]）ラジオカー担当
- サンドのぼんやり〜ぬラジオ（TBCラジオ）- 年1回、夏にオンエアされる深夜特番。ラジオカー担当
- ムーディ勝山のわらしべ長者鑑定団！（かつしかFM）
- DIVER（e-radio、2021年4月2日 - ）

### インターネット番組
- 街録ch〜あなたの人生、教えて下さい〜（YouTube番組、2021年）

### DVD
- ムーディ勝山の謎を追え!（コロムビアミュージックエンタテインメント）

### 映画
- 鬼が笑う（2022年6月17日公開）- 本人 役

### その他
- 明治安田生命保険相互会社爆笑ライブ（2010年10月30日）東京都足立区千住1-4-1天空の間
- ニコラジ前説芸人（ニコニコ動画のインターネット生番組、2010年10月 - ）
- Jam the WORLD（J-WAVE、2010年12月）出題者